# Чемпионат СССР по самбо 1948
4-й чемпионат СССР по самбо проходил в Москве с 20 по 23 октября 1948 года. В соревнованиях участвовало 94 спортсмена. Соревнования проводились в 8 весовых категориях по круговой системе.

## Медалисты
| Весовая категория           | Золото                                  | Серебро                                               | Бронза                                        |
| --------------------------- | --------------------------------------- | ----------------------------------------------------- | --------------------------------------------- |
| Наилегчайший вес (до 56 кг) | Николай Стафеев «Динамо» (Москва)       | Шалва Нозадзе «Спартак» (Тбилиси)                     | И. Гергель «Динамо» (Ростов-на-Дону)          |
| Легчайший вес (до 60 кг)    | Борис Васюков «Динамо» (Москва)         | Хорен Чибичьян «Строитель» (Москва)                   | Иван Васильев «Динамо» (Ленинград)            |
| Полулёгкий вес (до 64 кг)   | Христофор Ниниашвили «Динамо» (Тбилиси) | Михаил Данилин Ленинградский дом офицеров (Ленинград) | Евгений Чумаков «Динамо» (Москва)             |
| Лёгкий вес (до 68 кг)       | Павел Беда «Динамо» (Ленинград)         | Василий Рыбалко «Динамо» (Киев)                       | Виктор Корнилов «Динамо» (Ленинград)          |
| Полусредний вес (до 72 кг)  | Илья Латышев «Динамо» (Москва)          | А. Квеладзе «Динамо» (Тбилиси)                        | В. Кузнецов «Динамо» (Москва)                 |
| Средний вес (до 79 кг)      | Георгий Ростиашвили «Динамо» (Тбилиси)  | Виктор Данилин «Динамо» (Ленинград)                   | З. Бокурадзе «Динамо» (Тбилиси)               |
| Полутяжёлый вес (до 87 кг)  | Шота Даушвили «Динамо» (Тбилиси)        | Шота Эсебуа «Динамо» (Тбилиси)                        | Е. Ефимов «Динамо» (Москва)                   |
| Тяжёлый вес (свыше 87 кг)   | Арсен Мекокишвили «Динамо» (Москва)     | В. Шах «Динамо» (Москва)                              | Александр Сенаторов «Крылья Советов» (Москва) |